# Syrrhopodon hispidissimus
Syrrhopodon hispidissimus är en bladmossart som beskrevs av Hugh Neville Dixon 1928. Syrrhopodon hispidissimus ingår i släktet Syrrhopodon och familjen Calymperaceae. Inga underarter finns listade i Catalogue of Life.